# Physical medium attachment
 (juin 2025).
Si vous disposez d'ouvrages ou d'articles de référence ou si vous connaissez des sites web de qualité traitant du thème abordé ici, merci de compléter l'article en donnant les références utiles à sa vérifiabilité et en les liant à la section « Notes et références ».
Physical medium attachment ou PMA (raccordement au support physique) est représenté dans le standard Ethernet par une partie (sous-couche) de la couche physique (câblage 1 Mbit/s et 10 Mbit/s) ou PHY (câblage 100 Mbit/s et plus) liée au modèle OSI de l'ISO. Celle-ci contient des fonctions de transmission et de réception du signal, de détection de collision, de recouvrement d'horloge et de synchronisation.

## Description

### Câblage 10 Mbit/s sur câble coaxial
Dans cette configuration, le PMA fait partie de l'unité de raccordement au support (Medium Attachment Unit ou MAU) et intervient dans les standards de câblage 10BASE5 et 10BASE2 où la partie raccordement au réseau (sur câble coaxial) est à l'extérieur de la station.

### Câblage 10 Mbit/s avec de la paire torsadée
Dans cette spécification, PMA fait partie intégrante de la station. Celui-ci, associé à l'interface dépendant du support (Medium Dependent Interface ou MDI) constitue un ensemble réalisant un port Ethernet. L'emploi de connecteurs de type RJ45 associé à du câble à paires torsadées permet de s'affranchir du MAU et du câble coaxial (lourd à mettre en œuvre) et de réduire les coûts d'installation.

### Câblage 100 Mbit/s et plus
Dans cette architecture, PMA fait partie de la couche PHY (à ne pas confondre avec la couche physique du modèle OSI de l'ISO) avec deux autres sous-couches, PCS (Physical Coding Sublayer) et PMD (Physical Medium Dependent). La spécification avec cette architecture, qui introduit la couche PHY, permet d'augmenter les débits avec du câblage à paires torsadées et des connecteurs RJ45.